# Tim Somerville
Tim Somerville (* 14. September 1960 in Superior) ist ein US-amerikanischer Curler. 
Somerville vertrat die USA bei den Winterspielen 1992 in Albertville auf der Spielposition Third. Die Mannschaft, angeführt von seinem Vater Raymond, gewann die Bronzemedaille. Da Curling damals noch eine Demonstrationssportart war, besitzt die Medaille aber keinen offiziellen Status.
Bei den Winterspielen 1998 in Nagano spielte Somerville ebenfalls und erreichte den vierten Platz.
Als Skip spielte Somerville für die US-amerikanische Mannschaft bei den XIX. Olympischen Winterspielen in Salt Lake City im Curling. Die Mannschaft belegte den siebten Platz.

## Erfolge
- 3. Platz Olympische Winterspiele 1992 (Demonstration)
- US-amerikanischer Meister 1995, 1996, 1999